# Lennart Strand
Lennart Strand (Suecia, 13 de junio de 1921-23 de enero de 2004) fue un atleta sueco, especialista en la prueba de 1500 m en la que llegó a ser subcampeón olímpico en 1948.

## Carrera deportiva
En los JJ. OO. de Londres 1948 ganó la medalla de plata en los 1500 metros, con un tiempo de 3:50.4 segundos, llegando a meta tras su compatriota Henry Eriksson (oro) y por delante del neerlandés Wim Slijkhuis.